# Sascha-Film
Die Sascha-Film Produktions GmbH war eine im Bereich der Produktion und des Verleihs tätige österreichische Filmgesellschaft mit Sitz in Wien. Sie entstand 1954 aus dem Zusammenschluss des Sascha-Filmverleihs mit der Neuen Wiener Film. Die Leitung übernahm Herbert Gruber. Es entstanden zahlreiche Unterhaltungsfilme im Auftrag bundesdeutscher Verleiher. Die Filmproduktion wurde 1966 eingestellt.

## Spielfilme
- 1955: Heimatland
- 1955: Dunja
- 1956: Kronprinz Rudolfs letzte Liebe
- 1956: Lügen haben hübsche Beine
- 1956: Wenn Poldi ins Manöver zieht (Manöverzwilling)
- 1956: Fuhrmann Henschel
- 1956: Kaiserjäger
- 1956: Roter Mohn
- 1957: Die unentschuldigte Stunde
- 1957: Die Heilige und ihr Narr
- 1957: Die Lindenwirtin vom Donaustrand
- 1957: Wien, du Stadt meiner Träume
- 1958: Man müsste nochmal zwanzig sein
- 1958: Hoch klingt der Radetzkymarsch
- 1958: Wenn Mädchen ins Manöver zieh’n
- 1958: Der Priester und das Mädchen
- 1959: Geliebte Bestie
- 1959: Mikosch im Geheimdienst
- 1959: Wenn das mein großer Bruder wüßte
- 1959: Ich bin kein Casanova
- 1959: Zwölf Mädchen und ein Mann
- 1960: Gitarren klingen leise durch die Nacht
- 1960: Meine Nichte tut das nicht
- 1960: Kriminaltango
- 1960: Mit Himbeergeist geht alles besser
- 1960: Im weißen Rößl
- 1961: Die Abenteuer des Grafen Bobby
- 1961: Junge Leute brauchen Liebe
- 1961: Mariandl
- 1961: Saison in Salzburg
- 1962: Die Fledermaus
- 1962: Das süße Leben des Grafen Bobby
- 1962: Waldrausch
- 1962: Hochzeitsnacht im Paradies
- 1962: Mariandls Heimkehr
- 1962: Die lustige Witwe
- 1963: Der Musterknabe
- 1963: Charleys Tante
- 1963: Ein Alibi zerbricht
- 1964: Schwejks Flegeljahre
- 1964: Hilfe, meine Braut klaut
- 1964: Heirate mich, Chéri
- 1965: … und sowas muß um 8 ins Bett
- 1965: Heidi
- 1965: Ferien mit Piroschka
- 1966: Graf Bobby, der Schrecken des Wilden Westens